# Wapen van Pepingen

Wapen van Pepingen

Het wapen van Pepingen van de Vlaams-Brabantse gemeente Pepingen werd op 5 april 1962 per Koninklijk Besluit aan gemeente toegekend. Het wapen is op 2 december 1985 opnieuw, met aangepaste tekst, aan de gemeente toegekend in verband met een gemeentelijke fusie in 1977.

## Blazoenering
De officiële beschrijving van het wapen luidt als volgt:
Gegeerd van tien stukken van zilver en van sabel, de geren van sabel beladen met drie herkruiste kruisen met spitse voet van goud. Het schild geplaatst voor een Sint-Maarten te paard, zijn mantel delend met een arme, staande links van het schild, alles van goud.
Het wapen is in tien gelijke stukken van zilver en zwart verdeeld, hierdoor hebben de vlakken de vorm van taartpunten. De zwarte stukken hebben elk drie kruisen waarvan elke arm ook gekruist is. De voeten van de kruisen zijn versmald. Achter het schild, daarmee fungerend als schildhouder, staat Sint-Maarten zittend op zijn paard. Hij deelt zijn mantel met een man. De arme man staat heraldisch links van het schild. Sint-Maarten en de man zijn beide goud van kleur.

## Geschiedenis
Pepingen behoorde tot 1256 tot het Hertogdom Brabant. In 1256 werd het door Hendrik III van Brabant als leen aan de heren van Edingen gegeven. Pepingen behoorde sindsdien tot Edingen. De familie heeft de leen tot 1415 in bezit gehad waarna het wegens het uitsterven van het geslacht Van Edingen naar het huis Luxemburg ging. Later kregen de koningen van Frankrijk het gebied in handen. Ondanks dat andere adellijke geslachten Edingen en daarmee Pepingen in bezit kregen, bleven de gebieden met het wapen van het geslacht Van Edingen zegelen. Pepingen kwam in 1606 in het bezit van de hertogen Arenberg. Hoewel de hertogen van Arenberg ook heersten over Edingen, kregen zij niet de hertogelijke titel van Edingen. De hertogelijke titel, duc d'Enghien, bleef bij de Franse koninklijke familie.
Van de schepenbank uit Pepingen zijn zegels bekend uit de jaren 1598, 1631, 1697 en 1698. Deze zegels zijn gelijk aan het huidige wapen van Pepingen. Sint-Maarten is in het wapen opgenomen omdat hij de patroonheilige was van de gemeente. Van de voormalige gemeenten die in 1977 de gemeente Pepingen vormden is alleen van de oude gemeente Pepingen een wapen bekend.

## Vergelijkbare wapens

Het wapen van Edingen
Het wapen van Galmaarden
Het wapen van Herne
Het oude wapen van Zottegem